# ライヴ/デッド
『ライヴ/デッド』（Live/Dead）は、グレイトフル・デッドが1969年に発表したライブ・アルバム。

## 概要
グレイトフル・デッドは3枚目のスタジオ・アルバム『アオクソモクソア』（1969年6月発表）の制作にアンペックスの最新の16トラック・レコーダーを導入した。制作費用はかさみ、グループはワーナー・ブラザーズに18万ドル（2018年の時価に換算して122万9,782ドル）もの借金を負ってしまった。借金を少しでも減らすために考えられたのがライブ・アルバムの制作であった。すでに16トラック・レコーダーで録音されていたライブ音源を元に、サンフランシスコのマグルズ・グラモフォンでミックスされた。『ライヴ/デッド』は2枚組のアルバムとして1969年11月10日に発表された。
ビルボードのアルバム・チャートの64位を記録した。ファンや批評家の間でも評価が高く、『ローリング・ストーン』誌が選んだ「オールタイム・グレイテスト・アルバム500」（2003年版）において244位にランクインした。
ゲイトフォールドのジャケットのイラストレーションはロバート・ドノヴァン・トーマスが描いた。表には「LIVE」と書かれ、裏表紙に「DEAD」と書かれた。裏表紙の文字はアンビグラムの技法が用いられ、「ACID」とも読める。
本作品に初めて収録された「イレヴン」は8分の11拍子の曲のため、その名が付けられた。
2003年に発売されたデラックス・エディションには隠しトラックとして「ダーク・スター」のスタジオ・シングル・バージョン（2分45秒）、ラジオのプロモーション放送の音源（1分1秒）が収録された。
ローリング・ストーン誌が選んだ「史上最高のライブアルバム50選」（2015年）で第7位に選ばれている。

## 収録曲
Side 1
1. ダーク・スター - Dark Star (Garcia, Hart, Hunter, Kreutzmann, Lesh, McKernan, Weir) - 23:18
1969年2月27日、フィルモア・ウェストにて録音。
Side 2
1. セント・ステファン - St. Stephen (Garcia, Hunter, Lesh) - 6:31
1969年2月27日、フィルモア・ウェストにて録音。
2. イレヴン - The Eleven (Hunter, Lesh) - 9:18
1969年1月26日、アヴァロン・ボールルームにて録音。
Side 3
1. ターン・オン・ユア・ラヴ・ライト - Turn On Your Love Light (Joseph Scott, Deadric Malone) - 15:05
1969年1月26日、アヴァロン・ボールルームにて録音。
Side 4
1. デス・ドント・ハヴ・マーシー - Death Don't Have No Mercy (Gary Davis) - 10:28
1969年3月2日、フィルモア・ウェストにて録音。
2. フィードバック - Feedback (Constanten, Garcia, Hart, Kreutzmann, Lesh, McKernan, Weir) - 7:49
1969年3月2日、フィルモア・ウェストにて録音。
3. グッドナイト - And We Bid You Goodnight (Traditional, arranged by Grateful Dead) - 0:35
1969年3月2日、フィルモア・ウェストにて録音。

## 演奏者
- ジェリー・ガルシア - リード・ギター、ボーカル
- ボブ・ウィアー - リズム・ギター、ボーカル
- フィル・レッシュ - ベース、ボーカル
- ビル・クルーツマン - ドラムズ
- ミッキー・ハート - ドラムズ
- トム・コンスタンテン - キーボード
- ピッグペン - ボーカル、コンガ、オルガン（D1）